# Roiter und Zorowski
Ernst Roiter  und Michael Zorowski sind fiktive Figuren aus der Krimireihe Tatort. Sie wurden von Winfried Glatzeder und Robinson Reichel gespielt.
Der Sender Freies Berlin (SFB) produzierte von 1996 bis 1998 insgesamt zwölf Folgen mit diesem Ermittlerteam.

## Hintergrund
Roiter und Zorowski waren als provokantes Team in Berlin-Mitte angelegt, das von der Presse jedoch überwiegend mit negativen Kritiken bedacht wurde. Die gesamte Produktion wirke billig und fassadenhaft, war der Tenor. „Einfallslose Dialoge einer wenig glanzvollen Partnerschaft“ und „hölzern agierende“ Darsteller mit „sinnlosen Slapstickeinlagen“ lautete das Urteil. Da die Produktionsfirma aus Kostengründen Sparkurs fuhr, weshalb auf Betacam (statt Film) und mit der Handkamera gedreht wurde, war das Ergebnis entsprechend, zum anderen war die mangelnde Zusammenarbeit zwischen der Redaktion und den Darstellern kontraproduktiv.
Die Kriminalfälle selbst beinhalteten die Lebenswirklichkeit in Berlin Ende der 1990er Jahre, denn nach dem Mauerfall explodierte der Bauboom und illegale Müllgeschäfte zwischen Ost und West waren nicht selten.

## Figuren aus den Berliner Tatort-Folgen

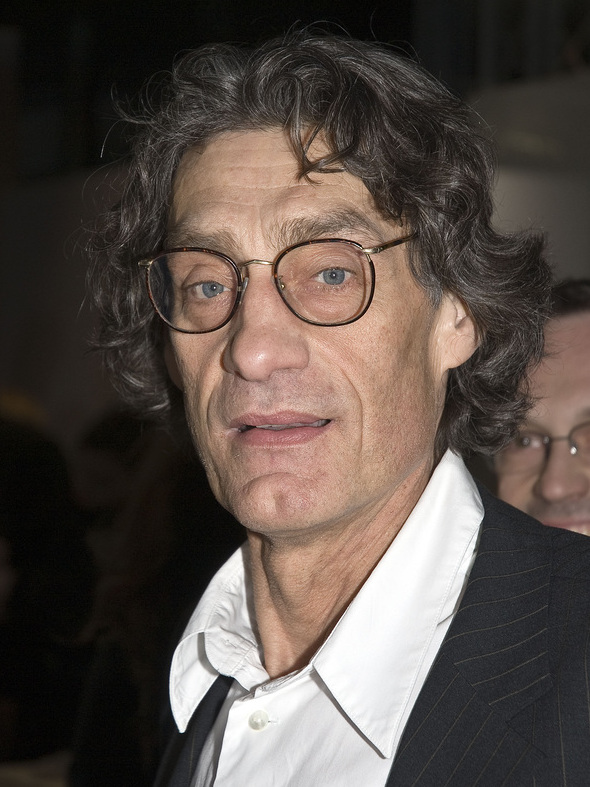
Winfried Glatzeder (2008)

### Ernst Roiter
Kriminalhauptkommissar Ernst Roiter wird von Winfried Glatzeder gespielt. Er kam Anfang der 1940er Jahre in Spandau auf die Welt und hat auch in Berlin studiert. Nachdem er für längere Zeit bei der Frankfurter Mordkommission gearbeitet hatte, kam er als Leiter der 5. Mordkommission wieder in die Hauptstadt zurück. Oft setzt er seine eigenen Ideen um ohne seinen Partner und Kollegen Michael Zorowski einzubeziehen oder sich mit ihm abzusprechen. Roiter neigt dazu, seinen Assistenten nicht wirklich ernst zu nehmen, was sich auch darin ausdrückt, dass er ihn nur höchst selten ans Steuer des Dienstwagens lässt.
Roiter ist leicht kurzsichtig, nicht besonders sportlich, aber stets gut gekleidet. Durch eine Erbschaft kann er sich kostspielige Hobbys leisten und besitzt eine umfangreiche Sammlung von historischen Motorrädern. So liebt er es, Motorrad zu fahren, und repariert sie auch selbst so gut er kann. Er geht gern in Damenbegleitung exquisit essen oder kocht auch schon mal zu Hause für die von ihm Auserwählte. Seine Affären trüben ihm jedoch meist den Blick bei seinen Ermittlungen. Insgesamt führt er ein recht unstetes Leben und zieht öfter um, sodass immer ein paar Umzugskisten in der Wohnung herumstehen. Roiters Tochter Caroline lebt bis zur Beendigung ihrer Schulzeit bei seiner geschiedenen Frau in Bad Homburg, kommt aber später als Journalistin ebenfalls nach Berlin.

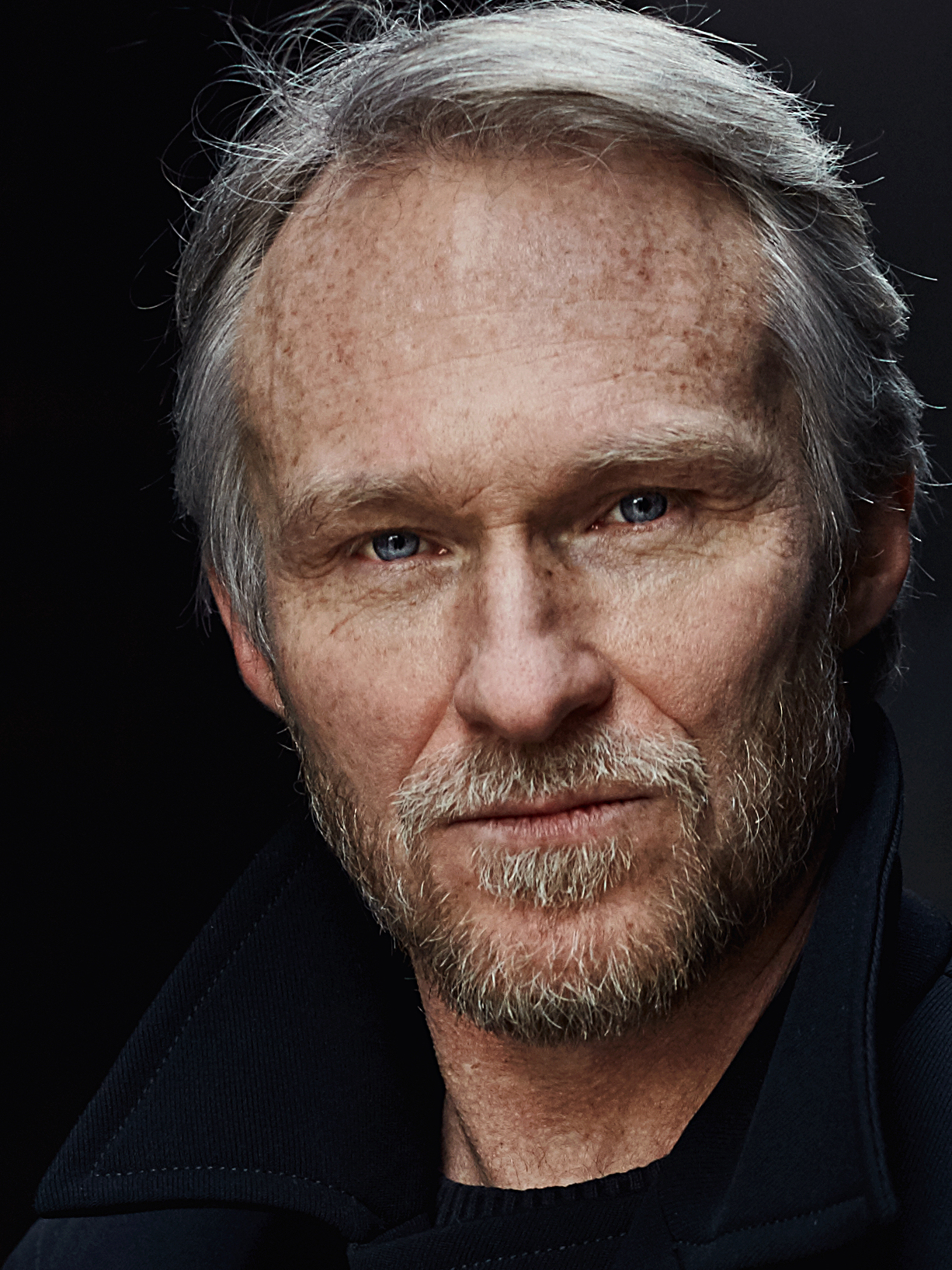
Robinson Reichel (2017)

### Michael Zorowski
Robinson Reichel spielt den Kriminalkommissar Michael Zorowski. Er ist etwa 30 Jahre alt und stammt aus Moskau. Dort ist er auf der Polizeischule ausgebildet worden und hat danach bei der Moskauer Polizei gedient. Er ist sportlich, Nichtraucher und aufgrund seiner Herkunft Teetrinker. Seine Einsatzbereitschaft bei der Lösung von Fällen ist lobenswert und es kommt vor, dass er dabei auch kein Risiko scheut, sodass auch schon mal eine Schlägerei vorkommen kann. Als Roiters Assistent ermittelt er zwar mit ihm zusammen, hat ihm aber auch zuzuarbeiten und die Berichte zu schreiben. Mit der Zusammenarbeit hapert es öfter, weil Roiter nur zu gern im Alleingang und ohne Absprache arbeitet und seine gelegentliche Missachtung Zorowski gegenüber zu spüren ist. Bis zu einem gewissen Grad erträgt Zorowski das aber geduldig, allerdings platzt ihm hin und wieder auch schon mal der Kragen. Um sich abzureagieren, helfen ihm nicht selten Computerspiele, auch schon mal im Büro, aber auch sein ausgeprägtes Wissen um russische Volksweisheiten, die er oft an passender Stelle zitiert, ist ihm eine Stütze. Gekleidet ist Zorowski meist leger mit Jeans, Wollmütze und Sonnenbrille.

### Joachim Huber
Kriminalrat  Joachim Huber, gespielt von Hanns Zischler, ist in den Folgen 5, 6, 9 und 11 zu sehen.

### Caroline Roiter
Die Tochter des Hauptermittlers wurde in den Folgen 1 und 3 von Stefanie Stappenbeck gespielt, und in Folge 12 von Sonja Kerskes.

## Folgen
| Fall | Titel                   | Erstausstrahlung | Folge | Autor                               | Regie            | Besonderheiten |
| ---- | ----------------------- | ---------------- | ----- | ----------------------------------- | ---------------- | --- |
| 1    | Tod im Jaguar           | 09. Jun. 1996    | 335   | Raimund Kusserow, Peter Sandmeyer   | Jens Becker      | Nach Kritik an einer missverständlichen Vorab-Pressemitteilung mit „antijüdischen Passagen“ und an der filmischen Darstellung von jüdischen Geschäftemachern wurde der Film nicht wiederholt |
| 2    | Der Phoenix-Deal        | 28. Jul. 1996    | 339   | Frank Grützbach                     | Peter Ristau     | |
| 3    | Buntes Wasser           | 13. Okt. 1996    | 344   | Uwe Saeger                          | Pete Ariel       | |
| 4    | Krokodilwächter         | 10. Nov. 1996    | 346   | Andreas Pflüger                     | Berno Kürten     | Wegen brutaler, sexistischer und menschenverachtender Darstellungen kritisiert und nicht wiederholt                                                                                          |
| 5    | Mordsgeschäfte          | 25. Mai 1997     | 361   | Andreas Pflüger                     | Jürgen Brauer    | Roiter folgt einer der Verdächtigen (Leslie Malton) in ein Kino, wo Die Legende von Paul und Paula, mit Winfried Glatzeder in der Titelrolle, gezeigt wird.                                  |
| 6    | Schlüssel zum Mord      | 10. Aug. 1997    | 367   | Leo W. Helm                         | Sylvia Hoffman   | |
| 7    | Geld oder Leben         | 07. Sep. 1997    | 368   | Berno Kürten                        | Berno Kürten     | |
| 8    | Eiskalt                 | 28. Sep. 1997    | 370   | Henning Borgelt, Lienhard Wawrzyn   | Kurt Ockermüller | Gastauftritt von Eiskunstläuferin Peggy Schwarz |
| 9    | Blick in den Abgrund    | 05. Apr. 1998    | 381   | Andreas Pflüger                     | Jürgen Brauer    | |
| 10   | Ein Hauch von Hollywood | 13. Jul. 1998    | 390   | Jiri Polak                          | Urs Odermatt     | Satire auf das Krimigenre; vom SFB als „Experiment“ eingestuft, aus dem Hauptabendprogramm gestrichen und Montagnacht erstgesendet.                                                          |
| 11   | Der zweite Mann         | 16. Aug. 1998    | 393   | Christos Yiannopoulos, Petra Welzel | Sylvia Hoffman   | |
| 12   | Berliner Weiße          | 22. Nov. 1998    | 401   | Paul Kroker, Richard Otto           | Berno Kürten     | Am Ende wird Zorowski von einem Auto überfahren und mit dem Polizei-Hubschrauber weggeflogen, während Mozarts "Requiem" ertönt.                                                              |

## Kritiken
Die Neue Osnabrücker Zeitung bemängelt die Qualität aller zwölf Tatorte mit Winfried Glatzeder. Vor allem kritisiert sie das geringe Budget der Filme, da „‚nur‘ rund 1,5 statt ansonsten 2 Millionen D-Mark pro Episode zur Verfügung“ standen und die daraus resultierende schlechte Bildqualität:

„Die Sparwut gipfelte in der irrsinnigen Idee, die zwölf Episoden in abenteuerlicher Beta-Cam-Ästhetik festzuhalten. Eine ästhetische Katastrophe ohnegleichen!“

Auch Winfried Glatzeder bemängelt in seiner Biographie Paul und ich die schlechte Bildqualität:

„Der schwachsinnigste Einfall des damaligen Intendanten Horst Schättle aber war der Einsatz der Videotechnik statt der bis dahin üblichen 16-mm Filmkameras. Das ‚Tatort‘-Format wurde so zu einem Versuchsballon für eine Aufnahmetechnik, mit der die Kameramänner damals kaum Erfahrung hatten […] Die kritische Beurteilung des SFB-‚Tatorts‘ richtete sich hauptsächlich gegen eben diese Fehlentscheidung.“

Außerdem störte ihn massiv die Arbeit mit der Redaktion:

„Am problematischsten aber war für mich, dass ich in der Redaktion keinen Ansprechpartner fand, der sich für unsere Arbeit verantwortlich fühlte.“